# Yum China Holdings
Yum China Holdings Inc. — крупнейшая в Китае сеть ресторанов быстрого питания, бывшее подразделение американской корпорации Yum! Brands. В 2016 году стала независимой публичной компанией, акции которой котируются на Нью-Йоркской фондовой бирже.
Фактическая штаб-квартира Yum China Holdings расположена в Шанхае, но формально компания является американской со штаб-квартирой в Плейно (Техас) и зарегистрирована в штате Делавэр. По состоянию на лето 2019 года под управлением Yum China Holdings находилось более 8,7 тыс. ресторанов под брендами KFC, Pizza Hut, Taco Bell, East Dawning, Little Sheep и COFFii & JOY, которые охватывали 1,3 тыс. городов во всех провинциях Китая.
По состоянию на 2019 год продажи Yum China Holdings составляли 8,4 млрд долларов, прибыль — 0,71 млрд долларов, активы — 4,6 млрд долларов, рыночная стоимость — 17,1 млрд долларов, в компании работало 450 тыс. сотрудников.
Материнская компания Yum! Brands получает 3 % от продаж китайских сетей KFC, Pizza Hut и Taco Bell в качестве роялти. Yum China Holdings входит в списки мировых рейтингов Fortune Global 500 и Forbes Global 2000.

## История
KFC (Kentucky Fried Chicken) была первой западной сетью ресторанов быстрого питания, которая вышла на рынок материкового Китая. В 1987 году совместное предприятие KFC, Beijing Tourist Bureau и Beijing Food Production открыло своё первое заведение в Пекине. В 1988 году Bank of China приобрёл 25 % совместного предприятия, а доля KFC сократилась до 51 %.
В 1990 году в Пекине открылся первый ресторан сети Pizza Hut. В первое десятилетие работы основную часть управленцев KFC составляли менеджеры из Гонконга и Тайваня. KFC имела существенное преимущество перед своими западными конкурентами, так как жареная курица является традиционным блюдом китайской кухни, в то время как гамбургеры, чизбургеры и другие иностранные нововведения были плохо знакомы китайским потребителям.
В 1996 году KFC открыла в Китае свой сотый ресторан, а в 2002 году — уже тысячный. В 2005 году в Шанхае открылся первый китайский ресторан сети East Dawning. В 2008 году сеть KFC добавила в своё меню первое китайское блюдо — ютяо, а в 2010 году внесла в меню булочки шаобин и отварной рис. В 2012 году компания приобрела сеть мясных ресторанов Little Sheep, а в 2013 году Pizza Hut открыла в Китае свой тысячный ресторан. В течение 2012—2013 годов KFC разорвала отношения с сотней поставщиков курятины, в продукции которых были обнаружены антибиотики и гормоны роста (скандал привёл к падению продаж).
В 2015 году KFC открыла в Китае свой пятитысячный ресторан. В 2016 году Yum China Holdings отделилась от американской Yum! Brands и самостоятельно вышла на Нью-Йоркскую фондовую биржу. Кроме того, в 2016 году компания открыла первый ресторан Taco Bell в Шанхае и приобрела контрольные пакеты акций в Daojia и Sherpa’s. В 2017 году в Шанхае была открыта первая кофейня сети COFFii & JOY (на конец 2018 года их было 13). По состоянию на 2018 год KFC являлась крупнейшей сетью быстрого питания в Китае, которая насчитывала 5,9 тыс. ресторанов. Многие из них работают круглосуточно и обеспечивают быструю доставку еды домой или в офис.
Осенью 2020 года рестораны KFC запустили серию расфасованных продуктов быстрого приготовления Kaifengcai (куриная грудка, куриный суп и рисовая лапша).

## Акционеры и руководство
По состоянию на 2018 год крупнейшими миноритарными акционерами Yum China Holdings были американская компания BlackRock (8,7 %), гонконгская компания Primavera Capital Management (7,9 %) и британская компания Standard Life Aberdeen (6,1 %).
Пост главного исполнительного директора и президента с марта 2018 года занимает Джои Ват, в компании с сентября 2014 года (когда была назначена президентом KFC China); с 2004 по 2014 год работала в A.S. Watson Group в Великобритании, с 2000 по 2003 год — в гонконгском отделении McKinsey & Company.

## Деятельность
Рестораны Yum China Holdings имеются в 1200 городах КНР, но деятельность компании не охватывает Гонконг, Макао и Китайскую Республику (Тайвань). Около 90 % ресторанов являются собственностью компании, остальные работают на правах франчайзинга. Оборот в 2018 году составил $8,4 млрд, что составляет 1,2 % от $650-ти миллиардного оборота всех заведений общественного питания в КНР. Yum China Holdings состоит из трёх подразделений:
- KFC — 5900 ресторанов быстрого обслуживания, представленные в 1200 городах КНР (по количеству ресторанов в два раза превосходит ближайшего конкурента);
- Pizza Hut — 2200 ресторанов в 500 городах КНР;
- другие сети — Taco Bell, East Dawning, Little Sheep и COFFii & JOY[1].

|                     | 2012  | 2013  | 2014   | 2015  | 2016  | 2017  | 2018  |
| ------------------- | ----- | ----- | ------ | ----- | ----- | ----- | ----- |
| Оборот              | 6,898 | 6,905 | 6,934  | 6,909 | 7,075 | 7,769 | 8,415 |
| Чистая прибыль      | 0,662 | 0,126 | -0,007 | 0,323 | 0,498 | 0,398 | 0,708 |
| Активы              | 3,782 | 3,750 | 3,257  | 3,201 | 3,750 | 4,278 | 4,610 |
| Собственный капитал | 2,217 | 2,281 | 1,888  | 1,921 | 2,367 | 2,765 | 2,873 |

## Дочерние компании

### Little Sheep Group
Дочерняя компания Little Sheep Group развивает сеть ресторанов в Китае, Тайване, США, Канаде, Японии, Индонезии, Сингапуре, Камбодже, Мьянме, Монголии и Австралии (насчитывает свыше 300 заведений), которые специализируются на приготовлении продуктов в «огненном котле». Основана в 1999 году, с 2008 года акции компании котировались на Гонконгской фондовой бирже, в 2012 году была приобретена конгломератом Yum! Brands, штаб-квартира расположена в Баотоу.

### East Dawning
Дочерняя компания East Dawning (Dongfang Jibai) развивает сеть ресторанов быстрого питания, которые специализируются на блюдах китайской кухни (баоцзы, лапша, жареные хлебные палочки, жареный рис, маринованные яйца, курица, салаты, сливовый сок, соевое молоко и молочный чай). Основана в 2004 году, штаб-квартира расположена в Шанхае.

## Галерея
- East Dawning в Шэньчжэне
- Pizza Hut в Шэньяне
- Pizza Hut в Гонконге
- KFC в Пекине
- KFC в Шэньчжэне
- KFC в Гонконге